# Maria Luísa da Espanha
Maria Luísa da Espanha (Portici, 24 de novembro de 1745 – 15 de maio de 1792), foi Imperatriz Romano-Germânica, Rainha da Germânia, Rainha da Hungria e Boêmia e Grã-Duquesa da Toscana como consorte do imperador Leopoldo II do Sacro Império Romano-Germânico. Era filha do rei Carlos III da Espanha e Maria Amália da Saxônia.

## Início de vida
Maria Luísa nasceu em Portici, na Campânia, sede do palácio de verão de seus pais, o rei Carlos de Nápoles e da Sicília e Maria Amália da Saxônia. Ela era a quinta filha e a segunda menina sobrevivente de seus pais.
Seu pai, o futuro Carlos III da Espanha, tornou-se rei de Nápoles e Sicília em 1735 após sua ocupação pelos espanhóis na Guerra de Sucessão da Polônia. Depois que seu pai se tornou rei da Espanha com a morte de seu meio-irmão, Fernando VI da Espanha, em 1759, ela ficou conhecida como infanta Maria Luísa da Espanha, e se mudou com sua família para a Espanha.

## Grã-duquesa da Toscana

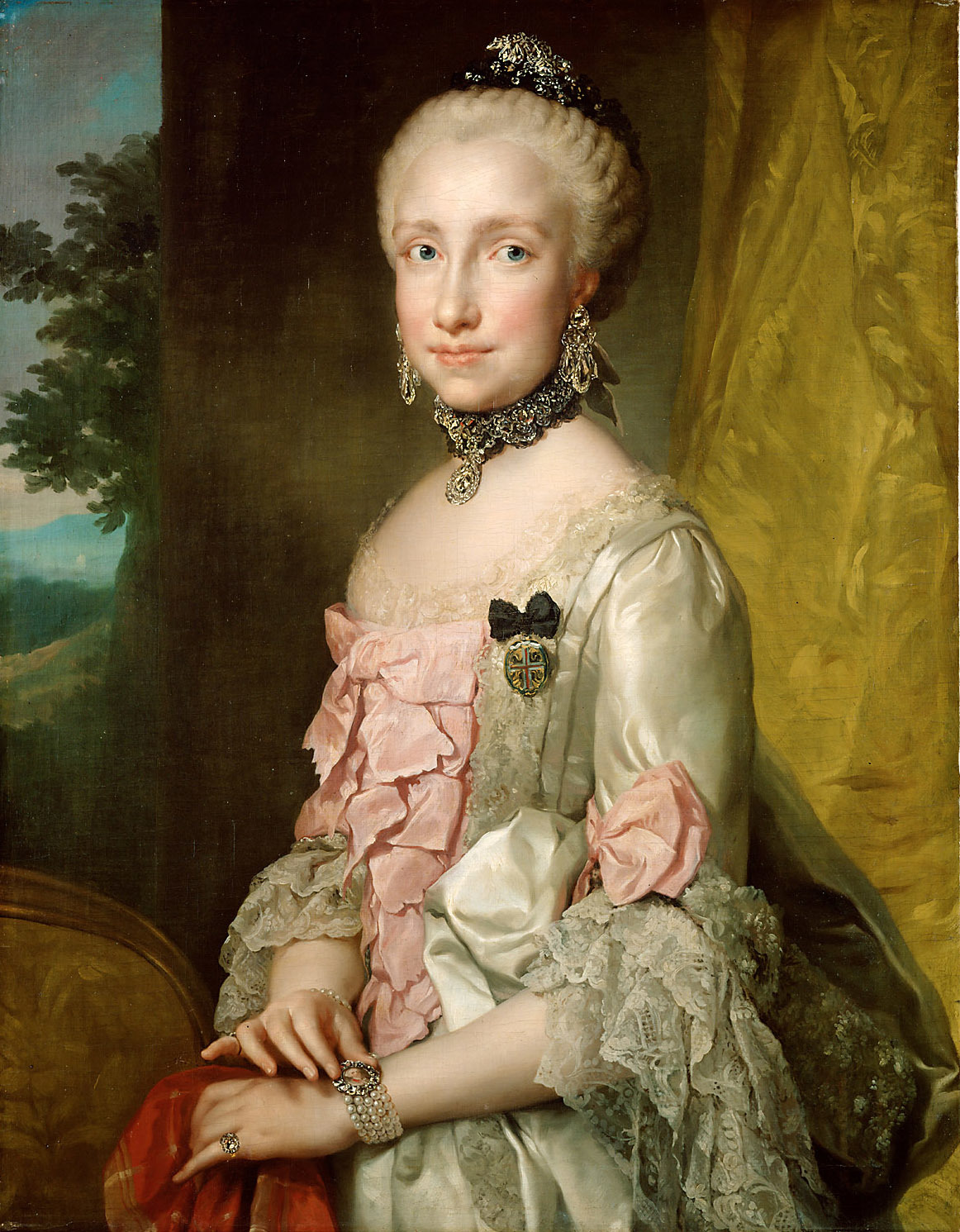
Maria Luísa na época de seu casamento em 1764, Anton Raphael Mengs.

Maria Luísa pretendia originalmente se casar com o futuro imperador José II, mas isso foi interrompido pelo descontentamento de Luís XV da França, que preferiu que José se casasse com sua neta, Isabel de Parma.
Em 16 de fevereiro de 1764, ela se casou por procuração em Madrid com Leopoldo, o segundo filho da imperatriz Maria Teresa da Áustria e Francisco, Duque de Lorena, e herdeiro aparente do Grão-ducado da Toscana. Antes de seu casamento, ela foi obrigada a renunciar a seus direitos ao trono da Espanha, a pedido de seu pai. Após o casamento por procuração, viajou para a Áustria por Barcelona, Gênova e Bolzano. No ano seguinte, em 5 de agosto, ela se casou com ele pessoalmente em Innsbruck. Poucos dias depois, a morte do imperador Francisco fez do marido de Maria Luísa o novo grão-duque da Toscana, e o casal recém-casado se mudou para Florença, onde eles viveriam pelos próximos vinte e cinco anos. O casal chegou a Florença em 13 de setembro de 1765. Eles se estabeleceram no Palácio Pitti.
Na época de seu casamento, Maria Luísa era descrita como uma bela princesa de olhos azuis, com um encanto vívido, despretensioso e simples e com uma disposição de ser generosa e gentil, e dizia-se que sua amizade natural e calorosa contrastava com a natureza um tanto fria. de Leopoldo. Por sua estrita educação católica, Maria Luísa foi criada para suportar qualquer dificuldade no casamento sem reclamar, um papel que ela também cumpriu até o final de sua vida. O relacionamento entre Maria Luísa e Leopoldo foi descrito como feliz, e Maria Luísa era tida como uma esposa leal. Ela aceitou as infidelidades de seu marido sem queixas: entre seus amantes mais conhecidos estavam Lady Anna Gore Cowper, a bailarina Livia Raimondi, com quem teve um filho, Luigi von Grün (1788-1814), e a presenteou com seu próprio palácio na Praça de São Marcos.
Como grã-duquesa da Toscana, Maria Luísa era muito popular em Florença, durante a fome de 1765, quando ela fornecia comida e assistência médica aos pobres e necessitados, e era chamada de "modelo ideal de virtude feminina". Ela nunca foi coroada como grã-duquesa, embora estivesse presente na coroação de Leopoldo em julho de 1768. Acompanhou seu marido e sua cunhada, Maria Carolina da Áustria, no casamento deste último com seu irmão, o rei de Nápoles: O casal ficou lá no verão de 1768. Em 1770, ela acompanhou Leopoldo em sua visita a Viena. Maria Luísa e Leopoldo não gostavam de ocasiões formais e raramente participavam de representação ou de fato mantinham grande parte da vida cerimonial da corte; enquanto Leopoldo passava seu tempo com assuntos do Estado e amantes, Maria Luísa se isolou quase completamente da alta sociedade e se dedicou completamente à educação de seus filhos. Maria Luísa e seu marido deram aos filhos uma educação muito livre, longe de qualquer vida formal na corte, e ocasionalmente os levavam em viagens ao campo e à costa. Ela permaneceu desconhecida na aristocracia local e restringiu sua vida social privada a um pequeno círculo de amigos.

## Imperatriz Romano-Germânica
Em 1790, em ocasião da morte do imperador José II do Sacro Império Romano-Germânico, o irmão sem filhos de Pedro Leopoldo, o marido de Maria Luísa herdou as terras dos Habsburgos na Europa Central e logo foi eleito Imperador do Sacro Império Romano-Germânico. Tomando o nome de Leopoldo II do Sacro Império Romano-Germânico, o novo Imperador mudou-se com sua família para Viena, onde Maria Luisa assumiu o papel de consorte imperial. Leopoldo morreu apenas dois anos depois, em 1 de março de 1792. Maria Luisa morreu em menos de três meses após o marido, não vivendo o suficiente para ver seu filho mais velho, Francisco, subir ao trono.

## Títulos e estilos
- 24 de novembro de 1745 – 10 de agosto de 1759 Sua Alteza Real Princesa Maria Luísa de Nápoles e Sicília
- 10 de agosto de 1759 – 16 de fevereiro de 1764 Sua Alteza Real Infanta Maria Luísa da Espanha
- 16 de fevereiro de 1764 – 18 de agosto de 1765 Sua Alteza Real Arquiduquesa Maria Luísa da Áustria, Princesa Real da Hungria e Boêmia
- 18 de agosto de 1765 – 20 de fevereiro de 1790 Sua Alteza Real a Grã-duquesa da Toscana
- 20 de fevereiro de 1790 – 1 de março de 1792 Sua Majestade Imperial a Imperatriz Romano-Germânica, Arquiduquesa da Áustria, Rainha da Hungria e Boêmia

## Descendência

Leopoldo I, grão-duque da Toscana, com sua esposa Maria Luísa e seus filhos, por Johann Zoffany em 1776 no Museu de História da Arte em Viena. Esquerda para direita: Maria Teresa, Carlos, Alexandre Leopoldo, Maximiliano, Maria Ana, a grã-duquesa Maria Luísa com José, Leopoldo II, Francisco e Fernando.

| Nome                                | Nascimento              | Morte                  | Notas |
| ----------------------------------- | ----------------------- | ---------------------- | --- |
| Maria Teresa da Áustria             | 14 de janeiro de 1767   | 7 de novembro de 1827  | Casou-se com Antônio da Saxônia, com descendência. |
| Francisco I da Áustria              | 12 de fevereiro de 1768 | 2 de março de 1835     | Casou-se com Isabel de Württemberg, com descendência. Casou-se com Maria Teresa da Sicília, com descendência. Casou-se com Maria Luísa de Áustria-Este, sem descendência. Casou-se com Carolina Augusta da Baviera, sem descendência. |
| Fernando III, Grão-Duque da Toscana | 6 de maio de 1769       | 18 de junho de 1824    | Casou-se com Luísa das Duas Sicílias, com descendência. Casou-se com Maria Fernanda da Saxônia, sem descendência. |
| Maria Ana da Áustria                | 21 de abril de 1770     | 1 de outubro de 1809   | Não se casou. |
| Carlos, Duque de Teschen            | 5 de setembro de 1771   | 30 de abril de 1847    | Casou-se com Henriqueta de Nassau-Weilburg, com descendência. |
| Alexandre Leopoldo da Áustria       | 14 de agosto de 1772    | 12 de julho de 1795    | Não se casou, morreu aos 22 anos. |
| Alberto da Áustria                  | 19 de setembro de 1773  | 22 de julho de 1774    | Morreu na infância. |
| Maximiliano da Áustria              | 23 de dezembro de 1774  | 10 de março de 1778    | Morreu na infância. |
| José, Palatino da Hungria           | 9 de março de 1776      | 13 de janeiro de 1847  | Casou-se com Alexandra Pavlovna da Rússia, com descendência. Casou-se com Hermínia de Anhalt-Bernburg-Schaumburg-Hoym, com descendência. Casou-se com Maria Doroteia de Württemberg, com descendência.                                |
| Maria Clementina da Áustria         | 24 de abril de 1777     | 15 de novembro de 1801 | Casou-se com Francisco, Príncipe Hereditário de Nápoles, com descendência. |
| Antônio Vítor da Áustria            | 31 de agosto de 1779    | 2 de abril de 1835     | Não se casou. |
| Maria Amália da Áustria             | 17 de outubro de 1780   | 25 de dezembro de 1798 | Não se casou, morreu aos 18 anos. |
| João da Áustria                     | 20 de janeiro de 1782   | 11 de maio 1859        | Casou-se com Anna Plöchl, com descendência. |
| Ricardo José da Áustria             | 30 de setembro de 1783  | 16 de janeiro de 1853  | Casou-se com Isabel de Saboia, com descendência. |
| Luís da Áustria                     | 13 de dezembro de 1784  | 21 de dezembro de 1864 | Não se casou. |
| Rodolfo da Áustria                  | 8 de janeiro de 1788    | 24 de julho de 1831    | Arcebispo-Cardeal de Olomouc. |